# Xenocyon
Xenocyon è un genere estinto di mammiferi carnivori, appartenente ai canidi. Visse nel Pleistocene (tra 1,8 milioni di anni e 30.000 anni fa). I suoi resti fossili sono stati ritrovati in Europa, Asia, Africa e Nordamerica. È considerato un possibile antenato del licaone.

## Descrizione
Questo canide era di grandi dimensioni, simili (se non superiori) a quelle del lupo grigio attuale. La specie più nota (Xenocyon lycaonoides) era dotata di lunghe zampe e di un corpo forte; il cranio era di struttura robusta, simile a quello dell'attuale licaone. Xenocyon era caratterizzato dalla presenza di un terzo molare inferiore, di un talonide dotato di una singola cuspide sul primo molare inferiore e dall'assenza di cuspidi sulla parte anteriore dei premolari.

## Classificazione

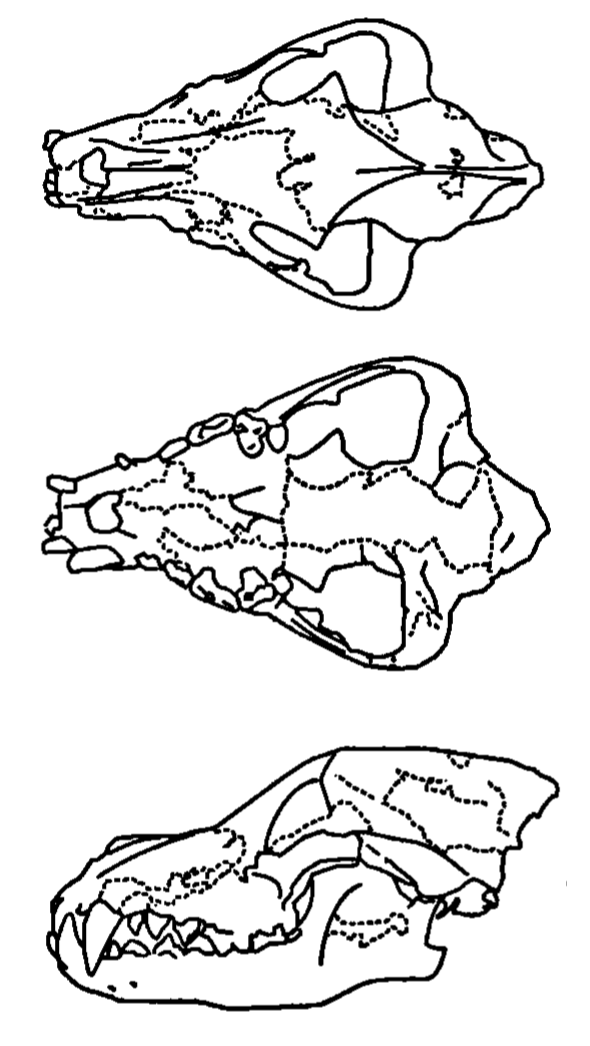
Cranio di Xenocyon lycaonoides

Xenocyon è stato descritto per la prima volta da Troxell nel 1915, sulla base di resti provenienti dagli Stati Uniti (Xenocyon texanus). Un'altra specie, X. lycaonoides, fu descritta da Miklós Kretzoi nel 1938 ed è stata in seguito ritrovata in gran parte dell'Europa (Belgio, Repubblica Ceca, Germania, Grecia, Spagna), ma era diffusa anche in Asia (Mongolia, Cina, Tajikistan), in Africa e in Nordamerica. Una terza specie, X. dubius, descritta da Teilhard de Chardin nel 1940, è stata ritrovata esclusivamente in Asia.
Si suppone che Xenocyon si sia evoluto da alcune forme di canini primitivi nel corso del Pleistocene inferiore in Asia o in Europa. La specie "Canis" falconeri, del Pleistocene inferiore europeo, è da alcuni autori attribuita al genere Xenocyon (Xenocyon falconeri). Il genere si sviluppò e si diffuse nel Pleistocene medio con la specie X. lycaonoides, che si diffuse in Europa, Asia e Africa, attraversando anche il ponte di Bering per entrare in Nordamerica. Qui, questa specie diede origine nel Pleistocene superiore a X. texanus, che si estinse alla fine del periodo.
Le somiglianze di questo animale con l'odierno licaone (Lycaon pictus) hanno portato numerosi studiosi a ritenere che Xenocyon fosse un possibile antenato della forma attuale; altri studi ritengono che i due animali appartengano al medesimo genere (Martinez-Navarro e Rook, 2003).
Xenocyon potrebbe essere anche l'antenato di alcuni canidi estinti, tra cui il grande Megacyon dell'Indonesia (a sua volta antenato del piccolo Mececyon) e il cosiddetto cuon sardo (Cynotherium sardous). In particolare, quest'ultimo animale ridusse le sue dimensioni, secondo il fenomeno del nanismo insulare. Le principali caratteristiche che accomunano i due generi Cynotherium e Xenocyon (altrimenti molto diversi) risiedevano nella dentatura: entrambi possedevano un terzo molare inferiore, un talonide a una sola cuspide sul primo molare inferiore e l'assenza di cuspidi sulla parte anteriore dei premolari (Lyras et al, 2006).
Alcuni studiosi ritengono che Xenocyon fosse in realtà una forma aberrante del genere Canis (Werdelin e Lewis, 2005).

## Paleoecologia

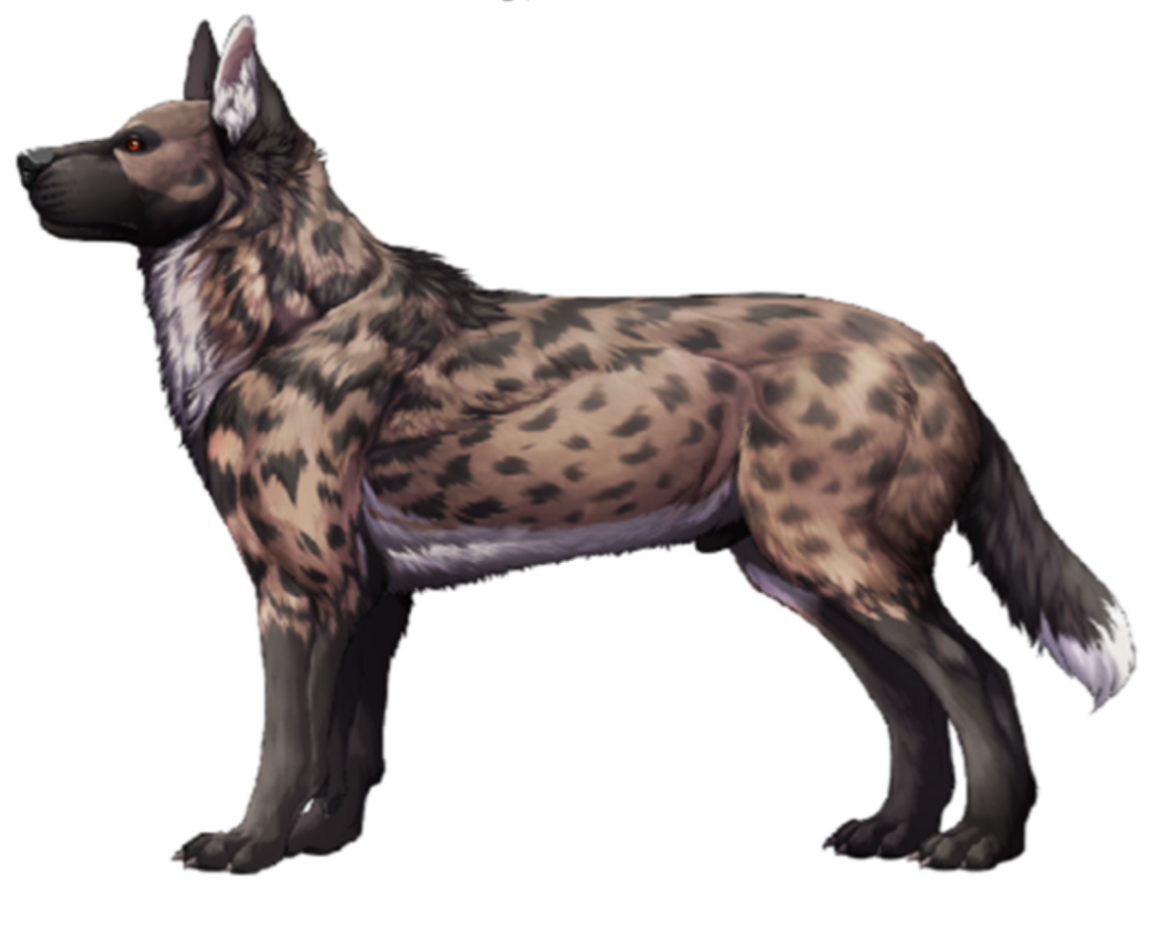
Ricostruzione di Xenocyon lycaonoides

La forma del corpo di Xenocyon è molto simile a quella degli attuali licaoni e cuon, ovvero canidi che cacciano in branco. Si suppone che questi animali predassero antilopi, cervi, elefanti, uri, babbuini, cavalli selvaggi e forse anche uomini primitivi.